# Angels Fall First
Angels Fall First je debutové album finské metalové kapely Nightwish. Bylo vydáno v roce 1997 u firmy Spinefarm Records. Limitovaná edice – vydáno bylo 500 kusů – obsahovala pouze sedm písní, kde dvě z nich nejsou na normální edici. I přesto, že se jediný singl, The Carpenter (společný ještě pro kapely Children of Bodom a Thy Serpent), umístil na 3. místě ve finské singlové hitparádě, kapela nedosáhla národního úspěchu až do svého druhého alba Oceanborn. Mužské vokály v písních Beauty And The Beast, The Carpenter, Astral Romance a Once Upon A Troubadour nazpíval Tuomas Holopainen. V písni Elvepath byly zase použity audio-klipy z filmu Pán Prstenů, natočeném v roce 1978. Songy na limitované edici jsou tytéž jako na druhém demo albu, které se jmenuje také Angels Fall First.

## Seznam skladeb

### Standardní Edice
|           | Název                                                                                                 | Skladatel  | Délka |
| --------- | --- | ---------- | ----- |
| 1         | "Elvenpath"                                                                                           | Holopainen | 04:40 |
| 2         | "Beauty and the Beast"                                                                                | Holopainen | 06:24 |
| 3         | "The Carpenter"                                                                                       | Holopainen | 05:57 |
| 4         | "Astral Romance"                                                                                      | Holopainen | 05:12 |
| 5         | "Angels Fall First"                                                                                   | Holopainen | 05:34 |
| 6         | "Tutankhamen"                                                                                         | Holopainen | 05:31 |
| 7         | "Nymphomaniac Fantasia"                                                                               | Holopainen | 04:47 |
| 8         | "Know Why the Nightingale Sings"                                                                      | Holopainen | 04:14 |
| 9 (až 12) | "Lappi (Lapland) I. Erämaajärvi II. Witchdrums III. This Moment is Eternity IV. Etiäinen (nová verze) | Holopainen | 09:20 |
| 10 (13)   | "Once Upon a Troubadour" (bonusová skladba)                                                           | Holopainen | 05:21 |
| 11 (14)   | "A Return to the Sea (bonusová skladba)"                                                              | Holopainen | 05:48 |

### Limitovaná Edice
|      | Název                                                                                          | Skladatel  | Délka |
| ---- | ---------------------------------------------------------------------------------------------- | ---------- | ----- |
| 1    | "Astral Romance"                                                                               | Holopainen | 05:12 |
| 2    | "Angels Fall First"                                                                            | Holopainen | 04:34 |
| 3    | "The Carpenter"                                                                                | Holopainen | 05:57 |
| 4    | "Nymphomaniac Fantasia"                                                                        | Holopainen | 04:47 |
| 5    | "A Return to the Sea"                                                                          | Holopainen | 05:48 |
| 6    | "Once Upon a Troubadour"                                                                       | Holopainen | 05:21 |
| 7-10 | "Lappi (Lapland) (Erämaajärvi - Witchdrums - This Moment is Eternity - Etiäinen (re-recorded)" | Holopainen | 09:20 |

### Nové vydání 2008
|     | Název                                         | Skladatel  | Délka |
| --- | --------------------------------------------- | ---------- | ----- |
| 1.  | Elvenpath                                     | Holopainen | 4:40  |
| 2.  | Beauty and the Beast                          | Holopainen | 6:24  |
| 3.  | The Carpenter                                 | Holopainen | 5:57  |
| 4.  | Astral Romance                                | Holopainen | 5:12  |
| 5.  | Angels Fall First                             | Holopainen | 5:34  |
| 6.  | Tutankhamen                                   | Holopainen | 5:31  |
| 7.  | Nymphomaniac Fantasia                         | Holopainen | 4:47  |
| 8.  | Know Why the Nightingale Sings                | Holopainen | 4:14  |
| 9.  | Lappi (Lapland): I. Erämaajärvi               | Holopainen | 2:15  |
| 10. | Lappi (Lapland): II. Witchdrums               | Holopainen | 1:18  |
| 11. | Lappi (Lapland): III. This Moment is Eternity | Holopainen | 3:12  |
| 12. | Lappi (Lapland): IV. Etiäinen                 | Holopainen | 2:32  |
| 13. | Return to the Sea (Bonus Track)               | Holopainen | 5:48  |
| 14. | Nightwish (Demo/Bonus Track)                  | Holopainen | 5:52  |
| 15. | Forever Moments (Demo/Bonus Track)            | Holopainen | 5:38  |
| 16. | Etiäinen (Demo/Bonus Track)                   | Holopainen | 3:00  |

## Umělci podílející se na albu

### Členové kapely
- Tarja Turunen – zpěv
- Erno "Emppu" Vuorinen – kytara, baskytara
- Tuomas Holopainen – zpěv, klávesy/klavír
- Jukka Nevalainen – bicí

#### Vystupující na živých koncertech
- Samppa Hirvonen – baskytara
- Marjaana Pellinen – doprovodné vokály, druhé klávesy

### Hosté
- Esa Lehtinen – flétna